# Backofen (Niedersteinbach)

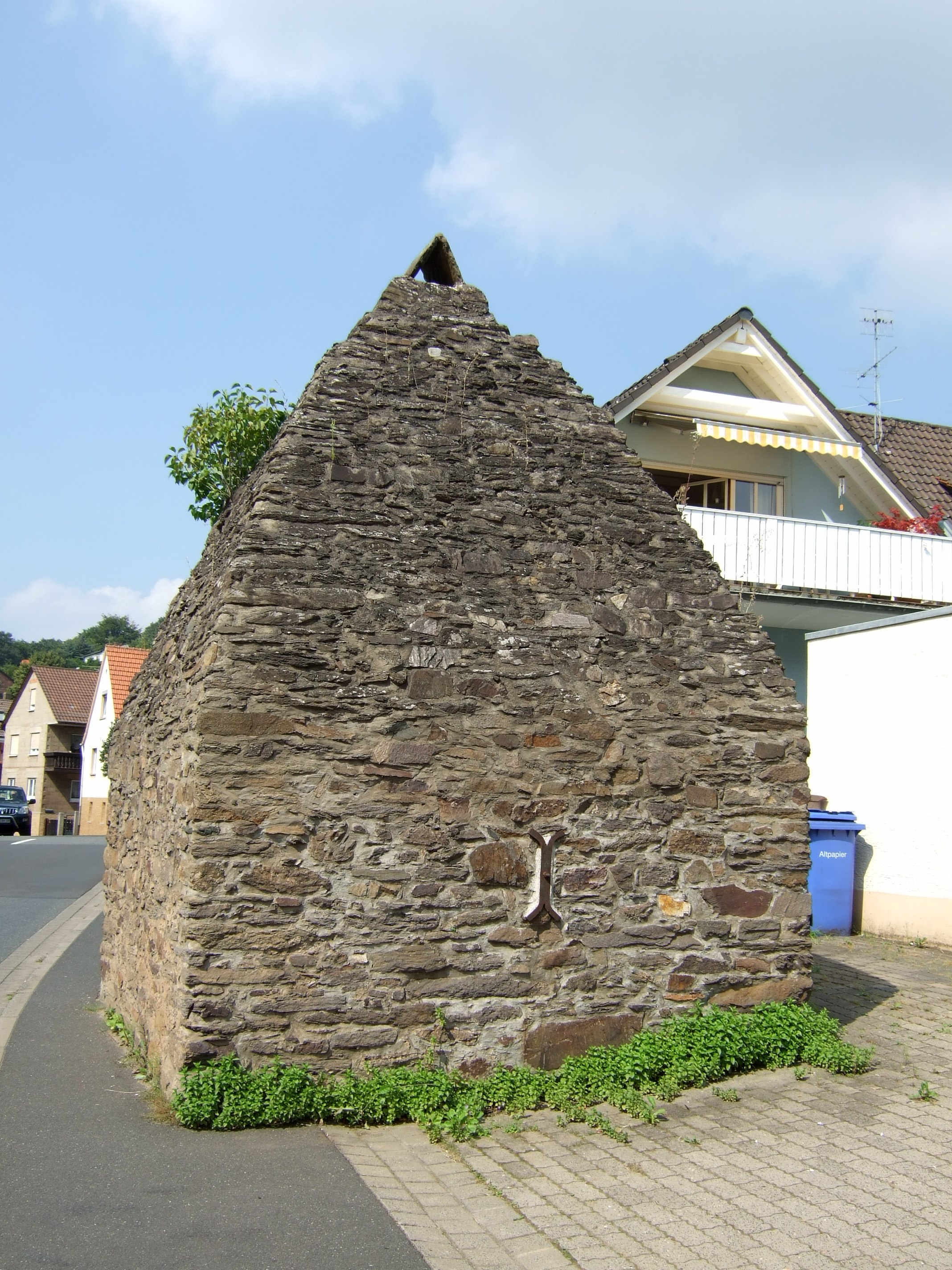
Backofen in Niedersteinbach

Der Backofen in Niedersteinbach, einem Gemeindeteil von Mömbris im unterfränkischen Landkreis Aschaffenburg in Bayern, wurde im 19. Jahrhundert errichtet. Der Backofen an der Alzenauer Straße 26 ist ein geschütztes Baudenkmal.
Das quadratische Bauwerk mit zeltartigem Dach wurde aus unverputztem Feldsteinmauerwerk errichtet.